# (207585) Lubar
(207585) Lubar ist ein Asteroid des inneren Hauptgürtels, der am 17. August 2006 am 60-cm-Cassegrain-Teleskop des Astronomischen Observatorium Andruschiwka in Haltschyn (IAU-Code A50), Ukraine, entdeckt wurde. Sichtungen des Asteroiden hatte es vorher schon gegeben, zum Beispiel am 13. und 14. Oktober 1999 im Rahmen des Sloan Digital Sky Surveys am 2,5-Meter-Ritchey-Chrétien-Reflektor des Apache-Point-Observatoriums in New Mexico.
Der Asteroid ist Mitglied der Martes-Familie, einer Gruppe von Asteroiden, die nach (5026) Martes benannt ist. Die Martes-Familie ist eine Unterfamilie der nach (163) Erigone benannten Erigone-Familie.
(207585) Lubar wurde am 6. August 2009 nach der Siedlung städtischen Typs Ljubar benannt, die sich im Norden der Ukraine befindet.